# F2型柴油机车
F2型柴油机车是美国通用汽车电气动力分部（GM-EMD）在第二次世界大战结束后推出的一款干线货运柴油机车，也是继获得极大成功的FT型柴油机车的后继产品。1946年7月至同年11月期间，通用汽车电气动力分部共生产了104台F2型柴油机车，包括74台设有司机室的A节机车和30台无司机室的B节机车，主要用户包括波士顿与缅因铁路、大西洋海岸铁路、伯靈頓鐵路、岩島鐵路等，墨西哥国家铁路也购置了该型机车。
F2型柴油机车的总体结构仍然与FT型柴油机车保持相同，同样采用流线型外观的整体承载结构棚式车体，机车走行部为两台布贝格B型二轴转向架。每节机车装用一台16气缸的16-567B型二冲程柴油机，与FT型柴油机车使用的16-567型柴油机相比，该型柴油机改进了辅助传动齿轮及气缸盖支座，额定转速仍为每分钟800转，平均有效压力提高到每平方英寸92磅（每平方厘米6.47公斤），燃料消耗量下降至0.382磅/有效马力·小时（173克/有效马力·小时），额定功率亦由1350马力提高至1500马力，但在F2型柴油机车上的装车功率仍然维持在1350马力，确保机车拥有较大的储备功率。除此之外，F2型柴油机车并采用经过改进的D12型牵引发电机和D27型牵引电动机，牵引齿轮传动比亦由4.13调整为3.81，最高运行速度相应由105公里/小时（65英里/小时）提高至113公里/小时（70英里/小时）。